# Arriana
Arriana (Grieks: Αρριανά) is sinds 2011 een fusiegemeente in de Griekse bestuurlijke regio (periferia) Oost-Macedonië en Thracië.
De vier deelgemeenten (dimotiki enotita) van de fusiegemeente zijn:
- Arriana (Αρριανά)
- Fillyra (Φιλλύρα)
- Kechros (Κέχρος)
- Organi (Οργάνη)